# Robert Lynen
Robert Henri Lynen (* 24. Mai 1920 in Nermier, Gemeinde Sarrogna, Département Jura, Frankreich; † 1. April 1944 in Karlsruhe, Deutschland) war ein französischer Schauspieler und Kinderstar im Film der 1930er Jahre und ein Widerstandskämpfer.

## Als Schauspieler
Lynen wurde auf einem Bauernhof geboren. Sein Vater war ein elsässischer Maler; seine Mutter, eine Sängerin und Pianistin, die in jungen Jahren auch seine schulische Erziehung übernommen hatte, besaß US-amerikanische Wurzeln. Seit 1923 in Paris ansässig, besuchte Lynen die École du Spectacle. Dort wurde er 1932 von Julien Duvivier für den Film entdeckt. Der bekannte Regisseur gab ihn noch im selben Jahr die Rolle des rotschöpfigen Titelhelden in der Literaturverfilmung "Der Schrei nach Liebe".
In den folgenden Jahren vor Ausbruch des Zweiten Weltkriegs drehte Robert Lynen Film auf Film; Regisseure wie Robert Siodmak, Marc Allégret und erneut Duvivier verpflichteten den talentierten Nachwuchsmimen. Erfolg hatte er besonders 1934 mit der Hauptrolle des Findelkindes Remi in der Produktion Heimatlos. In Duviviers All-Star-Produktion Spiel der Erinnerung erhielt er 1937 nur eine Nebenrolle, Hauptrollen waren Lynen im Jahr darauf in „Le petit chose“ und „Éducation de prince“ beschieden. Infolge des Einmarschs deutscher Truppen in Frankreich 1940 brach Lynens Filmkarriere weitgehend ab. Lynen schloss sich der Résistance an, blieb aber auch weiterhin der Schauspielerei sporadisch verbunden. So ging er 1941 auf Theatertournee und drehte im Jahr darauf im unbesetzten Vichy-Frankreich das Fischerdrama Cap au large. Es sollte sein letzter Film werden.

## Arbeit für die Résistance
Lynen war im Rang eines Sous-Lieutenant im Marseiller Widerstandsnetzwerk Réseau Alliance tätig, als er am 7. Februar 1943 in Cassis von der Gestapo verhaftet wurde. Zweimal versuchte der Widerstandskämpfer vergeblich, aus der Gestapohaft, wo er auch gefoltert wurde, zu fliehen. Versuche, ihn zur Mitwirkung in von Deutschland kontrollierten Filmproduktionen zu überreden, scheiterten. Schließlich verurteilte ein deutsches Militärgericht in Freiburg im Breisgau im Dezember 1943 Robert Lynen zum Tode und überstellte ihn in ein Gefängnis nach Bruchsal. Am 1. April 1944 wurde er gemeinsam mit 13 anderen französischen und belgischen Widerstandskämpfern in Karlsruhe exekutiert.
1947 wurde Lynens Leichnam von den französischen Besatzungsbehörden exhumiert, nach Frankreich überstellt und mit allen Ehren im Militärfriedhof von Gentilly beigesetzt. Lynen zum Gedenken wurde 1967 die Cinémathèque de la Ville de Paris in Cinémathèque Robert-Lynen umbenannt.

## Filmografie (komplett)
- 1932: Der Schrei nach Liebe (Poil de carotte)
- 1933: Der kleine König (Le petit roi)
- 1934: Heimatlos (Sans famille)
- 1936: Zünftige Bande (La Belle Équipe)
- 1936: L’homme du jour
- 1937: Le fraudeur
- 1937: Spiel der Erinnerung (Un carnet de bal)
- 1937: Mollenard
- 1938: Éducation de prince
- 1938: Le petit chose
- 1938: La vie est magnifique
- 1940: Espoirs
- 1942: Cap au Large